# Metzneria
Metzneria är ett släkte av fjärilar som beskrevs av Philipp Christoph Zeller 1839. Metzneria ingår i familjen stävmalar.

## Dottertaxa tillMetzneria, i alfabetisk ordning[1][2]
- Metzneria acrena
- Metzneria aestivella, Spåtistelskorgmal
- Metzneria agraphella
- Metzneria albiramosella
- Metzneria aprilella, Rödstreckad korgmal
- Metzneria artificella
- Metzneria asiatica
- Metzneria aspretella
- Metzneria brandbergi
- Metzneria canella
- Metzneria carlinella
- Metzneria castiliella
- Metzneria clitella
- Metzneria confusalis
- Metzneria consimilella
- Metzneria diamondi
- Metzneria dichroa
- Metzneria diffusella
- Metzneria eatoni
- Metzneria ehikeella, Väddklintskorgmal
- Metzneria englerti
- Metzneria falcatella
- Metzneria filia
- Metzneria gigantella
- Metzneria hastella
- Metzneria heptacentra
- Metzneria hilarella
- Metzneria igneella
- Metzneria ignota
- Metzneria incognita
- Metzneria infelix
- Metzneria inflamatella
- Metzneria insignificans
- Metzneria intestinella
- Metzneria ivannikovi
- Metzneria kerzhneri
- Metzneria lacrimosa
- Metzneria lappella, Kardborrekorgmal
- Metzneria lepigrei
- Metzneria litigiosella
- Metzneria littorella
- Metzneria mendica
- Metzneria metzneriella, Trepunktskorgmal
- Metzneria monochroa
- Metzneria montana
- Metzneria neuropterella, Nättecknad korgmal
- Metzneria obsoleta
- Metzneria ochroleucella
- Metzneria ouedella
- Metzneria pannonicella
- Metzneria paucipunctella
- Metzneria portieri
- Metzneria quinquepunctella
- Metzneria riadella
- Metzneria sanguinea
- Metzneria sanguinolentella
- Metzneria santolinella, Färgkullekorgmal
- Metzneria selaginella
- Metzneria seminivora
- Metzneria staehelinella
- Metzneria strictella
- Metzneria subflavella
- Metzneria talassica
- Metzneria tenuiella
- Metzneria torosulella
- Metzneria torridella
- Metzneria tricolor
- Metzneria tristella
- Metzneria zimmermanni

## Bildgalleri

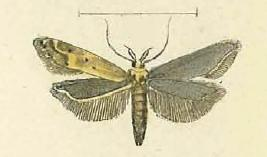
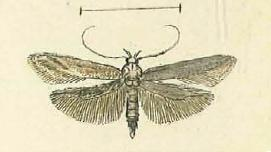